# Kızılırmak
A Kızılırmak (Vörös folyó; görögül Άλυς [Halüsz], latinosan Halys; örményül: Alis Ked) Törökország leghosszabb folyója, 1151 km hosszú: Anatólia történelmi jelentőségű folyója, többször vált határfolyóvá. Északkelet-Anatóliában, a mai Kelet-anatóliai régióban levő Köse Daglari (Peynirli csúcs: 3025 m) délnyugati lejtőjén, Karacaözen településnél ered. Vízfolyása mentén - bár ma vízi közlekedésre nem használják - számos történelmi- és ma is jelentős települést fűz fel. Víze vízierőműveket táplál. A Fekete-tengerbe Samsuntól kissé nyugatra, Bafránál (Bafra Burnu)torkollik.

## Ókori etimológia
A hettiták Maraššanta vagy Maraššantiya(š) néven ismerték. A folyónak a görögök a Halüsz nevet adták. E név nyilvánvaló kapcsolatban áll az általuk Khaldiának nevezett Halituval, illetve az azt lakó khalüpszökkel.

## Szerepe a történelemben
Az asszír kereskedőkolóniák létesítése idején (i. e. 19. század) a folyó természetes útvonalként szolgált, folyása mentén több lerakat (wabartum) és néhány önkormányzati jogú város, kārum is alakult. Az asszírok a Tigris mentén felhatolva, átkelve az Eufrátesz északi nagy kanyarján, máris a Kızılırmak mentén találták magukat, innen pedig mind az északi tengerpartra, mind a Tuz-tó környékére könnyen eljutottak. Az asszír kolonizáció hatására a Kızılırmak folyása a Hettita Birodalom magvát alkotó korahettita települések láncolatát fűzte egybe, ezek közt legjelentősebbek Kāniš (később Neša) és Nenašša, valószínűleg az ismeretlen fekvésű Kuššara, valamint a torkolatvidékére lokalizálható Zalpuwa és az ahhoz közeli Nerik.
A folyó útját állta a kaškák terjeszkedésének is, a középhettita-későhettita kor fordulóján, az i. e. 14. században határfolyó volt Kaška és Ḫatti között.
I. e. 720 körül a kimmereknek is útját állta egy ideig, majd a Kızılırmak és a Tuz-tó környéke volt Phrygia magva is. Lydia átmeneti fennhatósága után méd-lyd határrá vált. Az i. e. 590-ben Lydia és a Küaxarész vezette Méd Birodalom között Kis-Ázsia birtoklásáért kitört háború lezárásaként i. e. 585-ben a Halüsz folyót ismerték el a békeszerződésben a két birodalmat elválasztó határként. A határt Média bukása után a perzsák lépték át, és tették a folyó vidékét hosszú időre perzsa tartománnyá.
A diadókhosz-háborúk idején Lüszimakhosz a folyó teljes hosszát uralta, majd Szeleukosz és Antigonosz ütközőterületévé vált. A felső szakaszt hosszú időn át a Szeleukida Birodalom, az alsót Pontosz uralta. A középső szakaszt végül a galaták foglalták el, és a római kor előtt Galatia törzsterülete lett. Eközben a felső szakaszon újra önállóvá vált Kappadókia, és az i. e. 3–2. század fordulója körül Armenia Mikra is. A politikai széttagoltságnak Róma vetett véget.
A római kor után Bizánc következett.
- Lásd még: Göreme Nemzeti Park és Kappadókia sziklatemplomai